# La Ritmica
La Ritmica (oorspronkelijk Gerald Y La Ritmica) is een Nederlands-Caribische band. De band gaf concerten in zowel de Nederlandse als in de internationale Latin- en wereldmuziek-scene. Ze traden onder meer op in Antwerpen, Brussel, Gent, Luxemburg, Keulen, Bonn, Parijs, Tunesië, Almaty en Kazachstan. Verder speelde La Ritmica in het radioprogramma TROS Sesjun, en was een van de attracties van Joop van de Ende's Showbizz City. 

## Culturele achtergrond
De meerderheid van La Ritmica's muzikanten is afkomstig van de eilanden Aruba, Bonaire en Curaçao. Deze regio was en is nog steeds een ontmoetingsplaats voor allerlei culturen, zoals inheemse, Afrikaanse, Nederlandse, Spaanse, Engelse, Franse, Portugese en vele andere volkeren. Dit heeft te maken met de geografische ligging: voor de kust van Venezuela, in het centrum van het Caribisch gebied, met aansluiting naar Noord-en Zuid-Amerika, waardoor dit gebied strategisch gelegen is voor alle soorten van handel, waarmee tegelijk een fusie van culturen ontstaat. Deze culturele smeltkroes weerspiegelt zich in de muziek van La Ritmica. Hun muziek laat zich definiëren als een smeltkroes van stijlen: New York-salsa, merengue, Arubaanse en Antilliaanse folklore-muziek, hip-hop en moderne Braziliaanse muziek maken deel uit van het repertoire van La Ritmica, waarbij de dansbaarheid centraal staat. Het is een mix van Spaanse, Franse en Brits/West-Indische muziek, uitgevoerd op een solide basis van Afro-Antilliaanse ritmes.

## Bandleden
- Gerald Clarinda: bandleider, piano, toetsen, zang
- Sherman “Chem” van Heydoorn: basgitaar, 'baby bass'
- Marshall Stefania: drums, timbales, guira
- Marchal Ranes: conga, wiri
- Haword “Garichi” Ranes: bongo, campana, tambora, bari
- Cyrill “Yeye” Bernadina: zang
- Julian “Jaleo” Lopera: zang
- Randolph “Randy” Anzola: toetsen, piano, achtergrondzang
- Heiko Ebner: Trumpet, flughelhorn, achtergrondzang
- Alex Rodriguez: Trumpet, flughelhorn
- Oscar Vasquez: Baritone, fluit, achtergrondzang
- Hector “Pancho” Sampson: trombone

## Discografie
- Live! Salsa y mucho mas!
- El Piloto de la Salsa
- Subie! (met K-liber4Life)
- La Ritmica presents Carribean Fusion (dvd)